# Więźba sadzenia
Więźba układ i odległość między sadzonkami w uprawie leśnej lub na  plantacjach (np.: drzew szybkorosnących i nasienna) .
Więźba może mieć charakter:
- regularny:
  - w lesie na uprawie: prostokątny i kwadratowy,
  - na plantacji (oprócz wymienionych: trójkątna lub w piątkę -pięciokątna),
- nieregularny:
  - występujący w uprawach pochodzenia naturalnego (gdzie raczej nie używa się określenia więźby),
  - dla gatunków wprawadzanych "poza więźbą" (biocenotycznych).

Dla gatunków podstawowych stosuje się więźby prostokątne od 2,5x2 do 4x5m. Dla olszy, świerka i jedlicy są gęstsze, natomiast luźniejszą więźbę stosje się dla modrzewia, brzozy i osiki. Więźba gatunków towarzyszących zależy od ich szybkości wzrostu.